# Śródmieście-Centrum

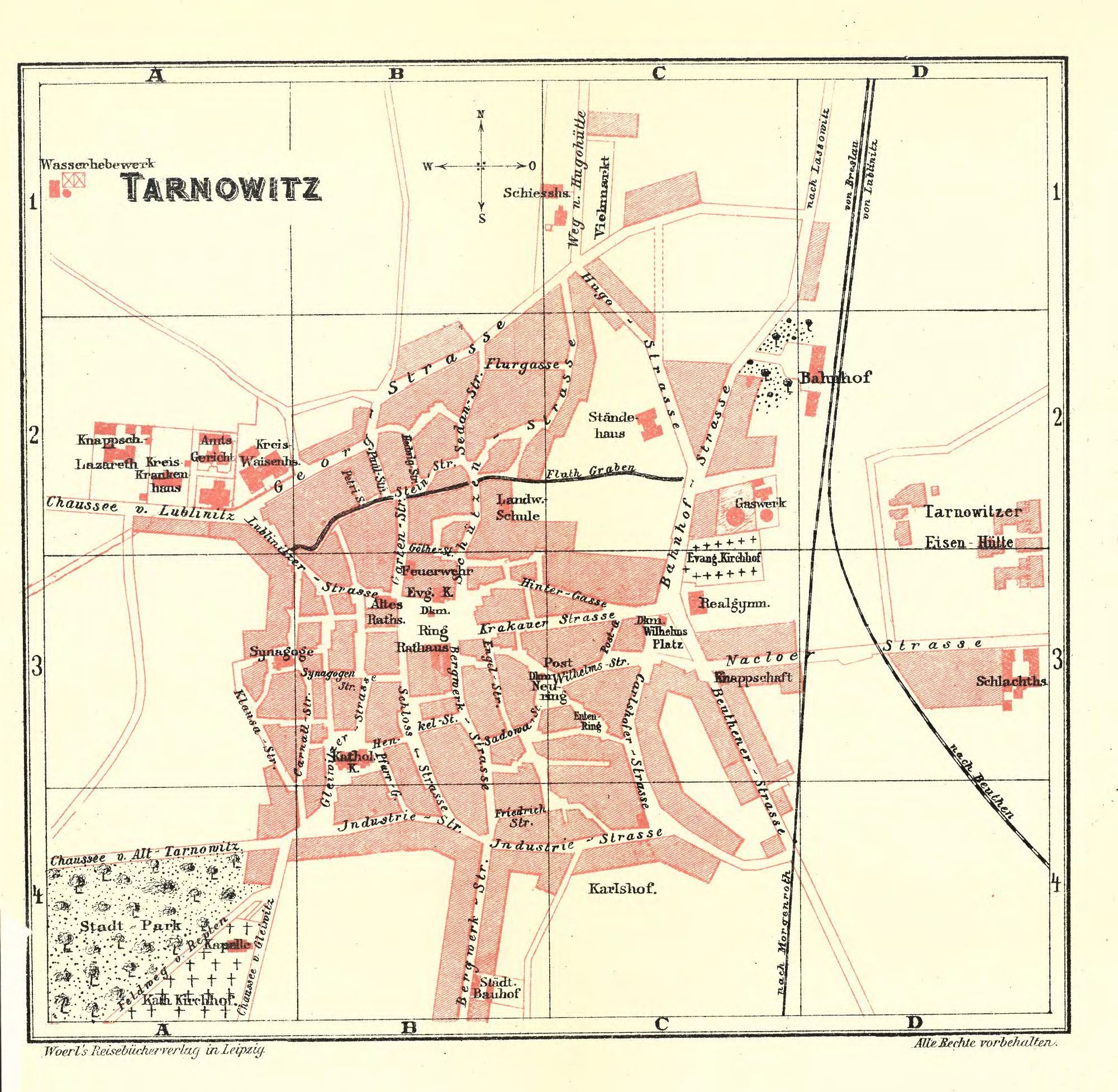
Plan Tarnowskich Gór (dzisiejszego śródmieścia) z 1904 roku

Śródmieście-Centrum – centralna dzielnica miasta Tarnowskie Góry, obejmująca historyczne miasto z jego dawnymi częściami: Blaszyną, Lyszczem, Krakowskim Przedmieściem, Karłuszowcem, Sawiną, Górą Redena, Osiedlem Fazos, Kolonią Szczęść Boże, Kolonią Staszica i Osiedlem Kolejarzy (PKP) oraz fragmentami terytoriów dawniej należących do Opatowic i Lasowic.
Najważniejszym punktem miasta jest Rynek z ratuszem, ewangelickim kościołem Zbawiciela oraz zabytkowymi kamienicami (m.in. Dom Sedlaczka, Dom Wieprzowskiego oraz kamienice podcieniowe).
Głównym traktem handlowym jest ulica Krakowska wybiegająca z Rynku w stronę Krakowskiego Przedmieścia – terenu dawnego przedmieścia Tarnowskich Gór obejmującego obecnie plac Wolności oraz początkowe odcinki ulic Piłsudskiego, Bytomskiej, Piastowskiej, Karola Miarki i Legionów.
W dzielnicy znajdują się najważniejsze urzędy i instytucje miasta oraz powiatu tarnogórskiego, m.in. Urząd Miejski, Starostwo Powiatowe, Urząd Skarbowy, Sąd Rejonowy, ponadto: centrum komunikacyjne z dworcami autobusowym i kolejowym, Poczta Główna, Miejska Biblioteka Publiczna, Tarnogórskie Centrum Kultury i Muzeum w Tarnowskich Górach, a także kilkanaście instytucji oświatowych – przedszkoli, szkół podstawowych i ponadpodstawowych.
W granicach dzielnicy znajdują się również zabytki będące atrybutami wpisu pn. Kopalnia rud ołowiu, srebra i cynku wraz z systemem gospodarowania wodami podziemnymi w Tarnowskich Górach na Liście światowego dziedzictwa UNESCO, m.in.: Park Miejski oraz Zabytkowa Kopalnia Srebra.
Śródmieście-Centrum graniczy z wszystkimi pozostałymi dzielnicami miasta Tarnowskie Góry oprócz Pniowca.

## Herb
W latach 2011–2015 dzielnica Śródmieście-Centrum posiadała własny herb. Zgodnie ze statutem dzielnicy, uchwalonym 16 marca 2011 roku przez Radę Miejską w Tarnowskich Górach, herbem dzielnicy było:

(...) złote skrzydło orła umieszczone w środku niebieskiego pola, na tle skrzydła widnieje młot i pyrlik skrzyżowane nawzajem. Części metalowe są barwy czarnej, a drewniane białej.

## Sport

### Piłka nożna
W dzielnicy działa klub piłkarski TS Gwarek Tarnowskie Góry z siedzibą przy ulicy Wojska Polskiego 2. Pierwszy zespół obecnie (sezon 2019/2020) gra w rozgrywkach III ligi, w grupie III, natomiast Gwarek II Tarnowskie Góry rywalizuje w ramach śląskiej B-klasy w grupie Bytom II.